# Symfonie nr. 103 (Haydn)
De Symfonie nr. 103 is een symfonie van Joseph Haydn, voltooid in de winter van 1794-1795. Ze staat ook bekend onder de naam Roffelsymfonie, aangezien de pauken beginnen met een lange roffel. Het is de elfde en voorlaatste uit zijn Londense symfonieënreeks, die hij componeerde naar aanleiding van twee bezoeken aan Londen. Het werk werd voor het eerst uitgevoerd op 2 maart 1795 in King's Theatre in Londen.

## Bezetting
- 2 fluiten
- 2 hobo's
- 2 klarinetten
- 2 fagotten
- 2 hoorns
- 2 trompetten
- Pauken
- Strijkers

## Delen
Het werk bestaat uit vier delen:
1. Adagio - Allegro con spirito
2. Andante più tosto allegretto
3. Menuetto
4. Finale: Allegro con spirito